# Halsbåndmus
Halsbåndmusen (Apodemus flavicollis) er en mus. 

Den er nært beslægtet med skovmusen, og blev først anerkendt som en selvstændig art i 1894.
Forskellen er et bånd af brun pels hen over det hvide bryst, lidt større ører og de er generelt større – 10 cm i længden.